# Antifrágil
Antifrágil: las cosas que se benefician del Desorden es un libro de Nassim Nicholas Taleb publicado el 27 de noviembre de 2012, por Random House en los Estados Unidos y Penguin en el Reino Unido. Este libro se basa en las ideas de sus obras anteriores, incluyendo Engañados por el Azar (2001), El Cisne Negro (2007-2010), y El Lecho de Procrusto (2010-2016) y es el cuarto libro de los cinco volúmenes del tratado filosófico sobre la incertidumbre titulado Incerto. Algunas de las ideas se expanden en su siguiente libro Skin in the Game: Hidden Asymmetries in Daily Life (2018).

## Introducción
Taleb presenta el libro de la siguiente manera: "Algunas cosas se benefician de los sobresaltos, prosperan y crecen cuando se exponen a la volatilidad, la aleatoriedad, el desorden y los factores estresantes y aman la aventura, el riesgo y la incertidumbre. Sin embargo, a pesar de la ubicuidad del fenómeno, no hay palabras para lo opuesto a lo frágil, llamémoslo antifrágil. La antifragilidad está más allá de la resiliencia o la solidez. El resiliente resiste los choques y permanece igual, lo antifrágil mejora". La hormesis es un ejemplo de antifragilidad leve, donde el factor estresante es una sustancia venenosa y el antifrágil mejora en general con una pequeña dosis del factor estresante. El punto más importante, de acuerdo con Taleb, es que privar a los sistemas de factores estresantes vitales no es necesariamente algo bueno y puede ser francamente dañino.
Más técnicamente, Taleb define la antifragilidad como una respuesta no lineal: "Simplemente, la antifragilidad se define como una respuesta convexa a un factor estresante o fuente de daño (para algún rango de variación), lo que lleva a una sensibilidad positiva al aumento de la volatilidad (o variabilidad, estrés, dispersión de los resultados, o incertidumbre, lo que se agrupa bajo la designación "grupo de desorden"). Del mismo modo, la fragilidad se define como una sensibilidad cóncava a los factores estresantes, que conduce a una sensibilidad negativa al aumento de la volatilidad.
A medida que el libro progresa, Taleb cubre en gran profundidad el dominio de lo frágil, lo robusto y el dominio opuesto de lo antifrágil que muestra cómo se puede detectar, medir y transformar la fragilidad. 

## Impacto
El concepto de antifragilidad se ha aplicado en la física, el análisis de riesgo, la biología molecular, La planificación del transporte, la ingeniería, los proyectos de gestión y las ciencias de la computación.
En ciencias de la computación, hay una propuesta estructurada para un "Manifiesto de Software Antifrágil", para reaccionar a los diseños de sistemas tradicionales. La idea principal es desarrollar antifragilidad por diseño, construyendo un sistema que mejore a partir de las entradas externas.

## La piel en juego
Tener "la piel en juego" ("jugarse el pellejo" en español) es haber incurrido en riesgo al participar en el logro de un objetivo. Taleb amplía la definición para incluir cualquier riesgo para que "cada capitán caiga con cada barco". Esto elimina el problema de la agencia o, en otras palabras, "Situación en la que el gerente de una empresa no es el verdadero propietario, por lo que sigue una estrategia que parece estéticamente sana, pero que de forma oculta lo beneficia y lo vuelve antifrágil a expensas (fragilidad) de los verdaderos dueños o la sociedad. Cuando tiene razón, recoge grandes beneficios; cuando está equivocado, otros pagan el precio. Por lo general, este problema conduce a la fragilidad, ya que es fácil ocultar los riesgos. También afecta a políticos y académicos. Una gran fuente de fragilidad".

Para mí, todo creador de opinión debe tener "la piel en juego" en caso de daño causado por confiar en su información u opinión (no tener personas como, por ejemplo, las personas que ayudaron a causar la invasión criminal de Irak y salir de ello completamente indemnes). Además, cualquiera que produzca un pronóstico o realice un análisis económico debe tener algo que perder, dado que otros dependen de esos pronósticos; para repetir, los pronósticos inducen a asumir riesgos, son más tóxicos para nosotros que cualquier otra forma de contaminación humana.

El siguiente libro de Taleb, Skin in the Game: Hidden Asymmetries in Daily Life, promueve la idea, afirmando que es necesaria para la equidad, la eficiencia comercial y la gestión de riesgos, además de ser necesaria para comprender el mundo.

## Vía negativa
La vía negativa es un tipo de pensamiento teológico que intenta describir a Dios por negación o, en otras palabras, por lo que Dios no es. Taleb amplió esta definición para incluir, en términos más generales, el enfoque sobre qué es algo que no es, en acción, qué evitar o qué no hacer. Evitar ir al médico por enfermedades menores o eliminar ciertos alimentos de la dieta para mejorar la salud son ejemplos.

Yo agregaría que, en mi propia experiencia, se ha logrado una considerable mejora en mi salud personal al eliminar irritantes ofensivos: los periódicos matutinos (la mera mención de los nombres de los periodistas fragilistas Thomas Friedman o Paul Krugman puede llevar a episodios explosivos de ira no correspondida por mi parte), el jefe, el viaje diario, aire acondicionado (aunque no calefacción), televisión, correos electrónicos de documentalistas, pronósticos económicos, noticias sobre el mercado bursátil, máquinas de "entrenamiento de fuerza" de gimnasio y muchos más.

## Efecto Lindy
Una tecnología, o algo no perecedero, aumenta la esperanza de vida con cada día más de su vida, a diferencia de los artículos perecederos (como los humanos, los gatos, los perros y los tomates). Así que un libro que lleva cien años impreso probablemente se imprima cien años más. Lo opuesto es la Neomania, un amor al cambio por sí mismo, una forma de filisteísmo que no cumple con el efecto Lindy y que comprende la fragilidad. Pronostica el futuro agregando, no restando.

## Estrategia de Barbell
En finanzas, se forma una estrategia de Barbell cuando un operador invierte en bonos de larga y corta duración, pero no invierte en bonos de duración intermedia. Esta estrategia es útil cuando las tasas de interés están subiendo; a medida que se acumulan los vencimientos a corto plazo, reciben una tasa de interés más alta, aumentando el valor. Taleb generaliza el fenómeno y lo aplica a otros dominios. Esencialmente es la transformación de cualquier cosa, desde frágil a antifrágil.

Una estrategia dual, una combinación de dos extremos, uno seguro y el otro especulativo, es considerado más sólido que una estrategia "monomodal"; a menudo una condición necesaria para la antifragilidad. Por ejemplo, en sistemas biológicos, el equivalente de casarse con un contador y tener una aventura ocasional con una estrella de rock; para un escritor, obtener una sinecura estable y escribir sin las presiones del mercado durante el tiempo libre.

## Falacia de la madera verde
La Falacia de la Madera Verde se refiere a un tipo de falacia en la que uno confunde un tipo importante de conocimiento con otro; en otras palabras, "confundir la fuente del conocimiento importante o incluso necesaria, por otra menos visible desde el exterior, menos tratable... cuántas cosas que llamamos 'conocimiento relevante' no lo son tanto". Matemáticamente, es el uso de una función incorrecta que, por casualidad, da la solución correcta. La raíz de la falacia es que, aunque las personas pueden estar enfocándose en las cosas correctas, debido a la complejidad de las cosas, no son lo suficientemente buenas como para resolverlas intelectualmente.
El término madera verde se refiere a una historia de los autores Jim Paul y Brendan Moynihan en su libro What I Learned Losing A Million Dollars, donde un comerciante hizo una fortuna comerciando con madera que pensaba que era literalmente "verde" en lugar de fresca. «Esto llega a la idea de que una supuesta comprensión de un fundamento de inversión, una narrativa o un modelo teórico es inútil en el comercio práctico».

### Incidencias tempranas
Una primera aparición de esta falacia se encuentra en la historia antigua de Tales. Aristóteles explica que Tales reservó las prensas de aceite antes de la cosecha de aceitunas con un descuento, solo para alquilarlas a un precio elevado cuando la demanda alcanzó su punto máximo, siguiendo sus predicciones de una cosecha particularmente buena. Aristóteles atribuye el éxito de Tales a su capacidad para pronosticar correctamente el clima. Sin embargo, no fue su habilidad para pronosticar lo que hizo que Tales tuviera éxito, sino que "Tales se puso en posición de aprovechar su falta de conocimiento ... de que no necesitaba entender demasiado los mensajes de las estrellas".

### Problema de la madera verde
La falacia de la madera verde solo se convierte en un problema (a saber, el problema de la madera verde) cuando la perpetuación de la falacia tiene un impacto negativo alto y opaco. Por ejemplo:
- Falacia de madera verde y un problema de madera verde: «James Le Fanu mostró cómo nuestra comprensión de los procesos biológicos se combinó con un declive en los descubrimientos farmacéuticos, como si las teorías racionalistas fueran cegadoras y de alguna manera una desventaja».

- Lo mismo vale para la afirmación de 'levantar pesas aumenta tu masa muscular'. En el pasado solían decir que el levantamiento de pesas causaba el 'microdesgarro de los músculos', con la subsiguiente curación y el aumento de tamaño. Algunas personas discuten la señalización hormonal o los mecanismos genéticos, mañana discutirán otra cosa. Pero el efecto se ha mantenido para siempre y continuará haciéndolo.[26]

## El problema de Alan Blinder
Hacia el final del libro, Taleb proporciona ejemplos de los problemas de la agencia y la selección de cerezas, llamándolos el problema de Robert Rubin, el problema de Joseph Stiglitz y el problema de Alan Blinder. En el último capítulo, por ejemplo, Taleb critica a Alan Blinder, exvicepresidente del consejo de gobernadores del Sistema de la Reserva Federal, por tratar de vender un producto de inversión en Davos en 2008, que le permitiría a un inversor eludir las regulaciones que limitan el seguro de depósitos y beneficiarse de la cobertura por montos casi ilimitados. Taleb comentó que el esquema "permitiría a los súper ricos estafar a los contribuyentes al obtener un seguro gratuito patrocinado por el gobierno". También criticó a Blinder por usar ex reguladores para jugar con el sistema que construyeron y por expresar su oposición a las políticas de seguro bancario que dañarían su negocio, es decir, alegar que lo que es bueno para su negocio es "para bueno para el Bien público". El evento ha sido discutido en los medios, pero Blinder no lo ha negado.

## Recepción de la crítica
Antifrágil fue un superventas del New York Times y fue elogiado por los críticos en muchas publicaciones periódicas notables, incluida Harvard Business Review, la revista Fortune, New Statesman, The Economist y Forbes. Aunque Boyd Tonkin de The Independent criticó el estilo de Taleb como "vulgar, tonto y exasperante", de las ideas en el libro comentó: "una y otra vez volví a dos preguntas sobre sus ideas centrales: ¿Tiene razón, e importa? Mi veredicto: Sí, y sí".
Críticas menos favorables incluyen a Michiko Kakutani de The New York Times, quien describió el libro como "enloquecedor, audaz, repetitivo, sentencioso, intemperante, erudito, reductivo, astuto, autocomplaciente, provocativo, pomposo, penetrante, perspicaz y pretencioso."
Algunas de las revisiones negativas se centran en el estilo de Taleb y la estructura general del libro, en particular la dificultad para resumirlo fácilmente en una crítica superficial. Entonces, aunque el libro tiene una tabla de contenidos, resúmenes de capítulos y un mapa, un resumen del libro es difícil de discernir ya que los encabezados y resúmenes de contenido no tienen un patrón notable y muchos de los títulos son abstrusos (por ejemplo, Hungry Donkeys) que según el autor está diseñado para perjudicar a los críticos de libros, forzándolos a leer el libro en su totalidad.

## Edición en español
- Antifrágil: las cosas que se benefician del desorden. Paidós. 2013. ISBN 978-84-493-2864-0.